# SpVgg ASCO Königsberg
Maillots
Le SpVgg ASCO Königsberg fut un club allemand de football, localisé dans la ville de Königsberg en province de Prusse-Orientale.
Ce club résulta de la fusion, le 1er juillet 1919 entre deux cercles locaux, le SC Ostpreußen 1902 Königsberg et l’Akademischer SC 1905 Königsberg.

## Histoire

### Sportclub Ostpreussen 1902 Königsberg
Ce club fut fondé le 1er août 1902 par Alfred Hirsch, un ancien joueur du FC 1900 Königsberg accompagné de sept camarades. Le SC Ostpreussen se choisit pour couleurs celles de la province de Prusse-Orientale : le noir et le blanc. Les armoiries du cercle furent aussi celles de la Province : un aigle noir sur fond blanc.
Le club s’installa dans le quartier de Maraunenhof. Son premier terrain fut à la Zirkusplatz près de l’ancienne Steindammer Tor.
En 1904, à la suite de litiges internes, plusieurs membres quittèrent le SC Ostpreussen. Ils fondèrent deux autres clubs: le FC Prussia Königsberg et le Sportzirkel Samland Königsberg. Ces deux clubs fusionnèrent quatre ans plus tard pour former le SV Prussia-Samland Königsberg. Malgré ses moments difficiles, le SC Ostpreussen surmonta la crise.
Le 3 septembre 1904, le SC Ostpreussen fut un des fondateurs de la Verbandes Königsberger Ballspiel-Vereine, la première fédération locale.
En 1905, la section football du club perdit son fondateur et principal soutien, Hirsch partit à Hambourg. Cependant, la section d’Athlétisme connut ses premiers succès. La même année, une section de Hockey sur glace fut ouverte.
Le 16 juin 1906, le club inaugura son stade modernisé: le Ostpreußen-Sportplatz, avec tribune et club-house. À l’époque, cela fit du site le plus beau stade de la province de Prusse-Orientale. Le projet datait de 1903, mais à ce moment, le club n’avait pas assez de membres pour réunir tout l’argent nécessaire.
Avec ses belles installations, le SC Ostpreussen fut à la base de la création d’autres clubs comme le Elbinger SV 05 ou le SC Preussen Insterburg. Plusieurs anciens membres des sections athlétisme et football du SCO participèrent à la création du SC Lituania Tilsit, en 1907.
À partir de 1907, le club organisa la Ostdeutschen Eissportfestes, un festival annuel de sports de glace.
Par après, le SC Ostpreussen connut un certain ralentissement dans son développement. Le Bureau directeur démissionna en bloc et mit du temps avant d’être remplacé. Après avoir enregistré une baisse de participation, le cercle connut une légère reprise. Seule la section football restait efficace, avec trois équipes alignées chaque saison.
En 1913, après une décennie d’échec, le SC Ostpreussen remporta enfin sa première victoire contre le VfB Königsberg (3-1).
Les 24 et 25 janvier 1914, le SCO et le VfB Königsberg organisèrent une grande manifestation nationale d’athlétisme et de 8 sports olympiques.
Dès le début de la Première Guerre mondiale, la pratique des sports s’arrêta en province de Prusse-Orientale dont une grande partie devint "zone de guerre" (Tannenberg, Lacs de Mazurie…) avec des combats contre les troupes de l’Empire russe en 1914 et 1915. Les stades et terrains de sport servirent de lieux d’hébergement aux troupes.
Durant le conflit, 32 membres (soit un tiers de son effectif) perdirent la vie au combat, sans compter les nombreux disparus. Après l’armistice, le SC Ostpreussen put compter sur le soutien de ses sympathisants pour éponger ses dettes. Toutefois, il ne fut pas en mesure de prolonger le bail pour son terrain. La dissolution menaça.
Lors de la première assemblée générale tenue après-guerre, le 29 janvier 1919, le vote à l’unanimité se prononça sur la poursuite des activités. Les sportifs s’installèrent au Palästra-Sportplatz. La section de football recruta plusieurs jeunes étudiants de l’université.
Le 20 juin 1919, la décision fut votée de fusionner avec l’Akademischer Sportclub Königsberg. Elle eut lieu le 1er juillet suivant.

### Akademischer Sportclub Königsberg
Le club fut créé, le 15 avril 1905, à l’initiative de deux étudiants, Gustav Sembill et Hans Kallmeyer. L’ASC Königsberg se voulut club omnisports et proposa plusieurs sections: Athlétisme, Aviron, Gymnastique, Football, Natation, et plusieurs sports de glace.
Plusieurs sections s’installèrent à la Palästra Sportplatz où dans les anciennes écuries de Karolinenhof. À partir de 1906, le stade du SC Ostpreussen fut aussi employé.
Le SC Ostpreussen et l’ASC développèrent des relations très amicales et organisèrent des fêtes sportives qui connurent un certain succès.
À partir de 1907, l’ASC Königsberg augmenta encore son offre de disciplines, avec entre autres la Boxe ou le Plongeon.
Ce fut en Athlétisme que l’Akademischer SC se montra le plus performant. Mais le club brilla aussi en Schlagball, une variante du baseball, très populaire dans la région.
Gustav Sembill, un des fondateurs de l’ASC fut aussi à la base de la création de la Baltischer Rasen-und Wintersport-Verband (BRWV) qui allait devenir la principale fédération sportive d’Allemagne du Nord-Est.
Mais le développement important des activités sportives souleva le problème du manque d’infrastructures suffisantes. Des soucis qui furent partiellement résolus par le partage des installations du SV Prussia-Samland Königsberg.
En 1910 et 1911, l’ASC connut encore de nombreux succès en Athlétisme. L’équipe de football du club accéda à la plus haute division régionale.
Les activités sportives s’arrêtèrent lors du déclenchement de la Première Guerre mondiale (voir ci-dessus). Vers la fin du conflit le club retrouva le chemin des terrains de sport. Le 1er juillet 1919, il fusionna avec le SC Ostpreussen pour former la Sportvereinigung Akademischer Sport-Club Ostpreussen Königsberg ou SpVgg ASCO Königsberg.

### SpVgg ASCO Königsberg
Après la fin de la Seconde Guerre mondiale, la ville de Königsberg et une grande part de l’ancienne province de Prusse-Orientale devint un territoire de l’URSS. La population allemande fut expulsée. Comme tous les clubs allemands, le club du SpVgg ASCO Königsberg, dont les activités s’étaient déjà arrêtées en 1944, disparut.

## Personnalités
- Fritz Bouillon (de) joueur puis arbitre international.
- Fritz Ruchay (de) (1909−2000) International allemand, entraîna aussi SV Waldhof Mannheim et les Stuttgarter Kickers.

## Sources et liens externes
- SpVgg ASCO Königsberg: Chronik der Vereinigung ASCO-Königsberg mit seinen Ursprungsvereinen Sportclub Ostpreußen 1902, Akademischer Sportclub 1905“, Hamburg, August 1952.
- Ruth Geede: 100 Jahre ASCO: Olympia am Pregel. Am 1. August 1902 wurde der Sportclub Ostpreußen gegründet  (Preußische Allgemeine Zeitung du 27 juillet).
- Archives des ligues allemandes depuis 1903
- Base de données du football allemand
- Site de la Fédération allemande de football
- Ostpreussensport